# James Michael Tyler
Ne doit pas être confondu avec Michael James Tyler.
Pour les articles homonymes, voir Tyler.
James Michael Tyler, né le 28 mai 1962 à Winona (Mississippi) et mort le 24 octobre 2021 à Los Angeles (Californie), est un acteur américain.

## Biographie
James Michael Tyler est connu pour le rôle de Gunther, gérant du café Central Perk, qu'il interprète dans la série Friends. Originellement conçu comme un simple rôle de figuration, Gunther est finalement un rôle parlant. C'est parce qu'il était le seul figurant capable d'utiliser un percolateur que James Michael Tyler a obtenu le rôle. Sa teinture blond platine est aussi le fruit du hasard : le jour précédant l'audition, un ami apprenti-coiffeur l'avait pris pour cobaye. En 2021, il fait une apparition virtuelle lors de l'émission spéciale Friends : Les Retrouvailles.
James Michael Tyler est également apparu dans la série Scrubs (de  Bill Lawrence) en tant que psychologue et dans la série Episodes (avec Matt LeBlanc).
Un cancer de la prostate de stade 4 lui est diagnostiqué en septembre 2018. Il en meurt le 24 octobre 2021,.

## Filmographie

### Cinéma
- 1992 : The Roommate (court-métrage) : le patron du bar
- 1997 : Motel Blue : Oscar Bevins
- 1998 : The Disturbance at Dinner : Wilson Pomade
- 1999 : Foreign Correspondents : Randy
- 2008 : Live with It (court-métrage) : Andrew
- 2009 : Jason's Big Problem : Blane
- 2020 : Processing (court-métrage) : Frank Brandt
- 2020 : The Gesture and the Word (court-métrage) : Gilbert

### Télévision
- 1994-2004 : Friends (série TV) : Gunther
- 2000 : Voilà! (Just Shoot Me!) (série TV) : un docteur
- 2001 : Sabrina, l'apprentie sorcière (série télévisée) (Sabrina the Teenage Witch) (série TV) : Ethan
- 2005 : Scrubs (série TV) : un psychologue
- 2006 : Nobody's Watching (téléfilm) : James Michael Tyler
- 2012 : Episodes (série TV) : James Michael Tyler
- 2013 : Modern Music (série TV) : Chad Levitz